# Sonic the Hedgehog CD
Sonic the Hedgehog CD (japanisch ソニック・ザ・ヘッジホッグ, Hepburn: Sonikku za Hejjihoggu Shī Dī), auch nur Sonic CD, ist ein 2D-Jump-'n'-Run-Videospiel, das von Sonic Team entwickelt und 1993 von Sega für das Sega Mega-CD veröffentlicht wurde.
Das Spiel wird für sein innovatives Zeitreise-Feature, mit der Sonic die Level auf vier verschiedenen Zeitebenen erkunden kann, gelobt. Dieser große Umfang, der hochqualitative Soundtrack und die animierten Zwischensequenzen waren auf dem Sega Mega-CD, im Gegensatz zum Sega Mega Drive, möglich. Zudem führte Sonic the Hedgehog CD die Charaktere Amy Rose und Metal Sonic in die Serie ein.
Es ist einer der beiden direkten Nachfolger von Sonic the Hedgehog (1991). Der andere ist Sonic the Hedgehog 2 (1992), der die Serie weiter fortsetzte.

## Handlung
Jeden letzten Monat eines Jahres erscheint der mysteriöse Little Planet über dem Never Lake. Dr. Robotnik hat den Planeten mit einer riesigen Kette an einen Berg festketten können und baut dort seine neue Festung auf. Er sucht die sieben magischen Time Stones auf diesem Planeten, mit denen Zeitreisen möglich sein sollen und zerstört auf seiner Suche die Blumen und die Vegetation auf dem Little Planet. Als Sonic zufällig am Never Lake vorbeiläuft und den festgeketteten Planeten entdeckt, rennt er über die Kette auf den Planeten, um Dr. Robotniks Pläne zu vereiteln.
Dort angekommen, trifft Sonic aber auch auf Amy Rose, die in Sonic verliebt ist, sich selbst zu seiner festen Freundin erklärt hat und ihm gefolgt sein muss. Sie wird von Dr. Robotniks neuster Schöpfung Metal Sonic prompt entführt. Während Sonic die Roboter auf Little Planet besiegt und so die Vegetation auf dem Planeten wiederherstellt, sammelt er auch die Time Stones, besiegt Metal Sonic und befreit Amy. Nach dem Sieg über Dr. Robotnik wird die Kette zerstört und Sonic entkommt knapp mit Amy auf dem Arm, die er am Never Lake zurücklässt und wegrennt. Der Little Planet verschwindet daraufhin wieder.

## Gameplay
In Sonic the Hedgehog CD übernimmt der Spieler die Kontrolle über den blauen Igel Sonic in einem sidescrollenden 2D-Jump-'n'-Run. Das Leveldesign passt sich mit Sprungfedern, Loopings und mehr dem dynamischen, schnellen Spielgefühl an. Neben dem Steuerkreuz zur Bewegung ist nur ein Aktionsknopf zum Springen nötig. In springender oder rollender Form, Spin Attack genannt, kann Sonic Gegner besiegen oder Itemboxen in Form von Monitoren, auf dessen Bildschirm das jeweilige enthaltene Item angezeigt wird, öffnen. Wenn man mit dem Steuerkreuz nach unten Sonic ducken lässt und dann die Sprungtaste betätigt und loslässt, kann die Spielfigur mit dem Spin Dash aus dem Stand schnell mit der Spin Attack nach vorne preschen. Wenn man im Stand das Steuerkreuz nach oben hält und die Sprungtaste betätigt, führt Sonic die neue Technik Super Peel-Out aus. Bei Berührung können die goldenen Ringe eingesammelt werden; Nimmt Sonic Schaden, verliert er die Ringe. Nimmt Sonic Schaden, ohne Ringe zu besitzen, fällt in einen tödlichen Abgrund, wird zerquetscht oder ertrinkt, verliert er ein Extraleben, von denen man zu Spielbeginn drei besitzt. Sammelt man 100 Ringe, erhält man ein weiteres Extraleben. Auch in den Monitoren kann ein Extraleben, zehn Ringe, ein Schutzschild, vorübergehende erhöhte Geschwindigkeit oder vorübergehende Unverwundbarkeit enthalten sein. Checkpoints in Form von Laternen markieren bei einem Lebensverlust den Rücksetzpunkt. Auch werden bei allen Aktionen Punkte gesammelt, die wiederum „Continues“ geben können, sodass das Spiel trotz Verlust sämtlicher Extraleben fortgesetzt werden kann. Die meisten Gegner können mit der Spin Attack besiegt werden, was Punkte bringt und gefangene Blumen befreit.
Das Spiel besteht aus sieben Zonen (Palmtree Panic Zone, Collision Chaos Zone, Tidal Tempest Zone, Quartz Quadrant Zone, Wacky Workbench Zone, Stardust Speedway Zone und Metallic Madness Zone) mit je drei Acts, die als Level definiert werden können. Jede Zone hat dabei ihre eigene Thematik, Aussehen und Gegner-Vielfalt. Am Ende des jeweils dritten Acts wartet zudem ein Kampf gegen den Widersacher Dr. Robotnik und einer seiner tödlichen Maschinen, bevor das Spiel mit den Credits endet. Wenn Sonic mit mindestens 50 Ringen das Ende eines ersten oder zweiten Acts einer Zone erreicht, kann er unmittelbar hinter dem Ziel durch einen großen Ring in eine der sieben Special Stages gelangen, wo es jeweils einen der sieben im Spiel befindlichen Time Stones zu finden gibt. Alle Time Stones zu finden ist eine von zwei Möglichkeiten, das gute Ende zu erreichen.
Neben diesem, nahezu mit Sonic the Hedgehog identischen Gameplay wird Sonic the Hedgehog CD vor allem für das innovative Feature von Zeitreisen gelobt. In jedem ersten und zweiten Act sind mehrere „Past“- und „Future“-Schilder verteilt. Wenn Sonic eines dieser Schilder passiert und konstant ohne Unterbrechung Geschwindigkeit aufnimmt, reist er je nach berührtem Schild gefühlte Jahrhunderte entweder in die „Vergangenheit“ oder „schlechten Zukunft“ der jeweiligen Zone. Diese hat dann eine neue, entweder wildere, unberührtere oder maschinelle, industriellere Landschaft und abgeändertes Leveldesign. Daneben gibt es noch eine vierte Zeitebene, wenn Sonic in einem ersten oder zweiten Act zunächst in die Vergangenheit reist, dort eine bestimmte Maschine von Dr. Robotnik zerstört, dann zurück in die Gegenwart reist und schließlich nochmals ein „Future“-Schild nutzt, was ihn in die „gute Zukunft“ führt, die zwar moderne Technologie aufweist, aber keine Gegner beinhaltet und auch mehr Freundlichkeit ausstrahlt als die „schlechte Zukunft“. Mit insgesamt sieben Zonen mit drei Acts besteht das Spiel aus 21 Acts mit je vier Zeitlinien, was insgesamt 84 Level Umfang bedeutet. Wurde in den ersten beiden Acts die „gute Zukunft“ herbeigeführt, findet der Bosskampf des dritten Acts auch in dieser statt, andernfalls immer in der „schlechten Zukunft“. Die zweite Möglichkeit zum Erreichen des guten Endes neben dem Sammeln aller Time Stones ist, in allen 14 möglichen Acts die „gute Zukunft“ zu erreichen.

### Level
| Nr. | Zone              | Acts   | Bosskämpfe   | Gegner                                           |
| --- | ----------------- | ------ | ------------ | ------------------------------------------------ |
| 1   | Palmtree Panic    | 3 (x4) | EGG-HVC-001  | Anton, Mosqui, Pata-Bata, Taga-Taga, Tamabboh    |
| 2   | Collision Chaos   | 3 (x4) | Egg Tilter   | Ga, Kama-Kama, Tentou                            |
| 3   | Tidal Tempest     | 3 (x4) | Egg Bubble   | Amenbo, Taga-Taga, Tonbo, Yago                   |
| 4   | Quartz Quadrant   | 3 (x4) | Egg Conveyer | Kemusi, Kumo-Kumo, Noro-Noro, Sasori             |
| 5   | Wacky Workbench   | 3 (x4) | Egg Razer    | Bata-pyon, Minomusi, Poh-Bee, Semi               |
| 6   | Stardust Speedway | 3 (x4) | Metal Sonic  | Dango, Hotaru, Kabasira, Kanabun                 |
| 7   | Metallic Madness  | 3 (x4) | Egg Spinner  | Bigbom, Mecha-Bu, Poh-Bee, Scarab, Dango, Hotaru |

## Entwicklung

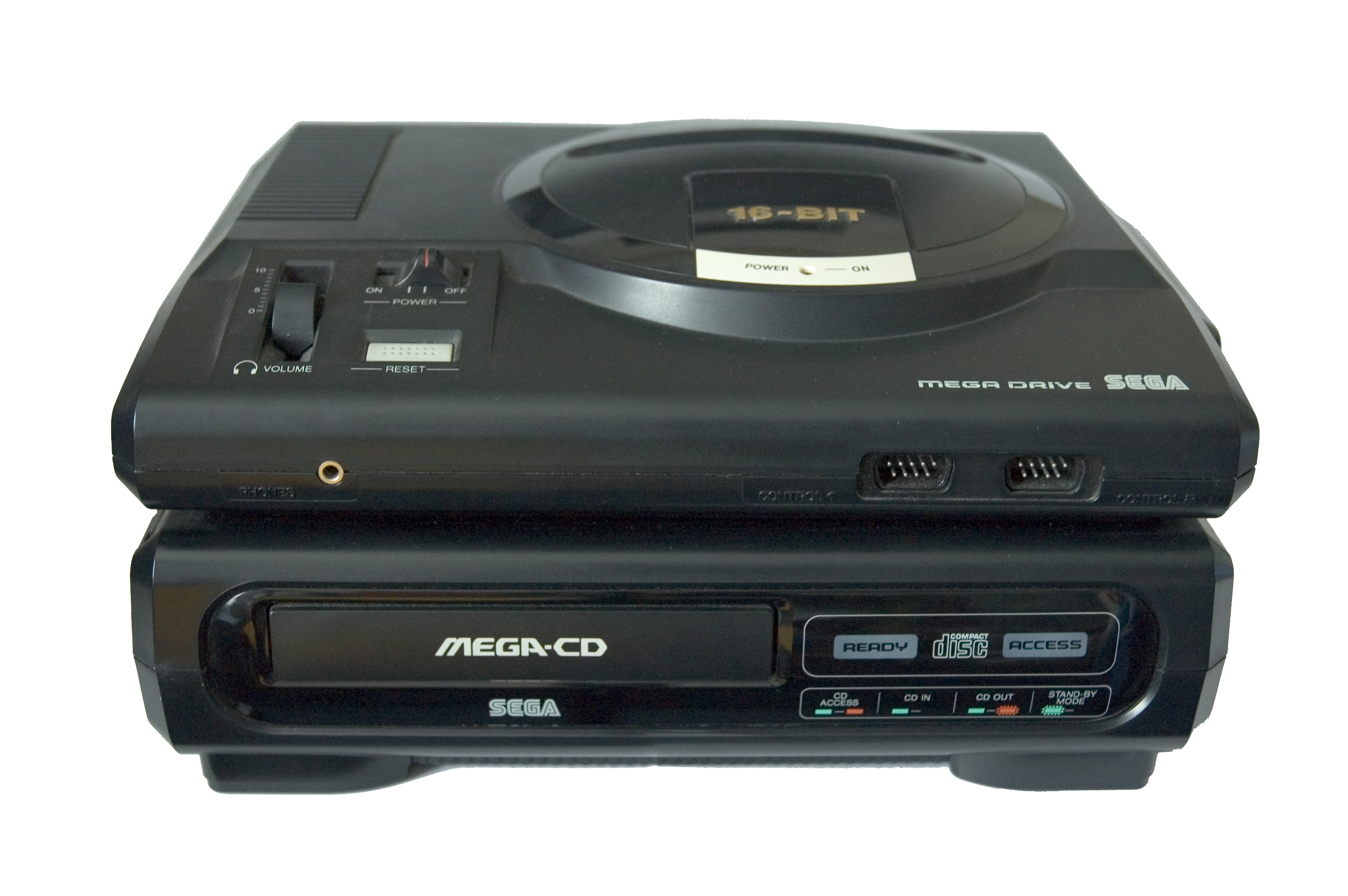
Ein an ein Sega Mega Drive angeschlossenes Sega Mega-CD

Nach Sonic the Hedgehog begannen zwei verschiedene Entwicklerteams innerhalb des Sonic Team mit der Ideensammlung für einen Nachfolger. Während das Team, von dem größtenteils die Entwickler des ersten Teils beteiligt waren, letzten Endes Sonic the Hedgehog 2 (1992) mit Tails schufen, hatte das zweite Team die Ideen der verschiedenen Zonen durch Zeitreisen, dass Sonic eine pinke Igel-Dame als Freundin bekomme sollte, und dass nach der Rettung der Tiere nun die Rettung der Blumen und der Vegetation auf dem Plan stünde. Unabhängig voneinander hatten beide Teams die Idee eines Roboter-Ebenbildes von Sonic als Feind (Mecha Sonic in Sonic the Hedgehog 2 und Metal Sonic in Sonic the Hedgehog CD, ebenso Silver Sonic in Sonic the Hedgehog 2 (8-Bit)).
Nach dem Release von Sonic the Hedgehog 2 wurde für ein Vorzeige-Spiel auf dem Sega Mega-CD die Entwicklung dieser alternativen Version des zweiten Teils vorangetrieben, wobei sich Sonic the Hedgehog CD nahezu überhaupt nicht von Sonic the Hedgehog 2 beeinflussen ließ. Einzig der Spin Dash wurde wegen des zweiten Teils eingefügt, so blieben die eigenen Ideen erhalten und die absolut identischen Itembox-Monitore und die Sprites von Sonic selbst basieren noch auf das erste Sonic the Hedgehog (1991).
Der Soundtrack der amerikanischen Version unterscheidet sich stark vom originalen Soundtrack der japanischen und europäischen Version. Die Opening-Songs tragen je nach Region den Titel „Sonic - You Can Do Anything“ oder „Cosmic Eternity - Believe In Yourself“. Auch Sonics Stimme, die selten während des Spiels zu hören ist, unterscheidet sich.
Durch bestimmte Kombinationen im Soundtest-Menü können fünf versteckte Bilder angezeigt werden: Sonic mit einem „You are cool“-Schriftzug, als Batman-Parodie, als MC Sonic musizierend mit Dr. Robotnik und Metal Sonic, ein „Infinite Fun“-Schriftzug mit einem gruseligen Majin-Sonic und ein Bild von Tails mit dem Fahrzeug Lotus Seven und dem Schriftzug „See you Next Game“.
Als das Spiel im Jahre 2011 für mehrere Systeme nach Christian Whiteheads Arbeit im Widescreen-Format neuveröffentlicht wurde, kamen einige neue Optionen hinzu. Beispielsweise konnte der Soundtrack oder die Art des Spin Dash gewählt werden.

## Neuveröffentlichungen und Nachfolger
Sonic the Hedgehog CD erschien erstmals 1993 für das Sega Mega-CD und wurde 1996 für den PC umgesetzt. Exklusiv in Nordamerika erschienen die Videospielsammlungen Sega Family Fun Pak (1996), Sonic Action Pack (2000), Sonic Action 4 Pack (2001) und Twin Pack: Sonic the Hedgehog CD & Sonic & Knuckles Collection (2002), in denen die PC-Version von Sonic the Hedgehog CD enthalten war.
Später war Sonic the Hedgehog CD auf der Sonic Gems Collection (2005 Nintendo GameCube, PlayStation 2) enthalten. Das von Christian Whitehead geschaffene Remaster wurde im Dezember 2011 für Xbox Live Arcade, PlayStation Network, iOS und Android veröffentlicht, die 2012 auf Steam, 2013 für Ouya und 2014 in den USA für PlayStation Now herauskam. Dieses Remaster war mit weiteren Verbesserungen auf den Collections Sonic Origins (2022), welches auf den Tag genau zum 31. Jubiläum des ersten Sonic-Spiels erschien, sowie Sonic Origins Plus (2023), welches auf den Tag genau zum 32. Jubiläum des ersten Sonic-Spiels erschien, vertreten.
Einen direkten Nachfolger hat Sonic the Hedgehog CD nicht. Jedoch erschienen im Jahr nach der Sega Mega-CD-Erstveröffentlichung Sonic the Hedgehog 3 und Sonic & Knuckles für das Sega Mega Drive.

## Rezeption
Sonic the Hedgehog CD erhielt vorwiegend gute bis sehr gute Wertungen. Gelobt wurde die erhöhte Spieldauer durch die Vielzahl an Zeitebenen und die erhöhte audiovisuelle Darstellung durch die Möglichkeiten des Sega Mega-CD. Die Zeitschrift GameFan wertete die japanische Version sogar mit der perfekten Wertung von 100 % in jeder Kategorie, zog der amerikanischen Version jedoch wegen des Soundtracks Punkte ab.

„Auch wenn die CD sich nur für Insider von den Vorgängern unterscheidet, hat Sonic seine treue Fanschar verdient: So knallig und rasant bringen es weder die Super Probotectoren, noch ein Mario im Turbo-Kart — hier behält Segas Trilogie die Nase vorne. Auch der dritte Teil ist ein CD-Actionspiel erster Klasse, bei den Ihr keine Sekunde nachzudenken braucht. Wer sich die letzten Monate mit gemütlicheren Pixelhelden langweilen mußte, kann wieder Gas geben.“

„Sonic CD erinnert an guten Wein: Je länger er im Träger lagert, desto vollmundiger wird er. Grafik, Sound und Spielablauf ergeben ein energiegeladenes Gemisch, das wie eine Rakete abgeht und keinen Moment lang verzögert. Ob Ihr blindlings durchrast oder alle Zeitzonen erforscht - Sonic pustet Euch im Nu frischen Wind um die Ohren. Haltet das Pad gut fest! Ich höre fortgeschrittene Spieler schon wieder meckern: "Ja, aber das Spiel ist doch so einfach...!" Schon, aber nur, wenn man sich nicht die Mühe macht, die Extras, Ringe und Zonen zu finden, die das Spiel doppelt so groß machen wie Sonic 1 und 2 zusammen! Diesen fantastischen Titel hätte man mit dem Mega-CD II bündeln sollen — es hätte sich verkauft wie warme Semmeln!“

Es ist mit 1,5 Millionen verkauften Einheiten das meistverkaufte Spiel für das Sega Mega-CD. Daneben sind nur die Verkaufszahlen der Steam-Version (510.000) und der Android-Version (100.000) bekannt.